# Japonská vlajka

Japonská vlajka
Poměr stran: 2:3

Japonská válečná vlajka
Poměr stran: 9:11

Japonská námořní válečná vlajka
Poměr stran: 2:3

Vlajka Japonska se oficiálně nazývá Niššóki (japonsky: 日章旗; Sluneční vlajka), ale více je známá pod názvem Hinomaru (日の丸; Sluneční kotouč). Původně byla užívána šóguny rodu Tokugawa. V roce 1854 se stala japonskou námořní vlajkou a v roce 1870 i vlajkou státní.
Japonská vlajka je tvořena bílým listem s červeným kruhovým polem, které je uprostřed vlajky.
Bílá barva vlajky symbolizuje čistotu a poctivost, červená pak náruživost, upřímnost a nadšení. Červený kotouč symbolizuje slunce. Již od středověku je Japonsko známé, díky pojmenováni Marcem Polem jako Zipangu, což bylo exonymum čínského Ž'-pen-kuo, tj. Země vycházejícího slunce.
Japonská válečná vlajka je vlajkou Japonských pozemních sebeobranných sil. Japonská námořní válečná vlajka je vlajkou Japonských námořních sil sebeobrany od jejich založení roku 1954.
Japonská císařská vlajka je tvořena červeným listem se stylizovaným listem chryzantémy se šestnácti lístky ve zlaté barvě. Ten je od 21. října 1926 japonským císařským a zároveň státním znakem. Podobnou vlajku užívá i emeritní císař. Oproti vlajce panujícího císaře má vlajka tmavý odstín červené (není obrázek). Po abdikaci 30. dubna 2019 je poprvé od roku 1817 užívána i bývalým císařem Akihitem.

Rozměry japonské vlajky
Vlajka japonského císaře Poměr stran: 2:3
Vlajka Japonských vzdušných sil sebeobrany Poměr stran: 4:5

## Historie
Prvním japonským císařem (dle japonské mytologie) byl v roce 660 př. n. l. legendární císař Džimmu. Základy prvního skutečného státu na Japonském souostroví vznikly v 5. století vznikem Státu Jamoto. Japonští císaři měli od 12. století pouze formální moc, skutečná byla v rukou vojenských správců (Šógunů). Kolem roku 1600 začali šóguni z rodu Tokugawa užívat na svých válečných lodích bílé prapory s červeným kruhovým polem, základem dnešní vlajky.
Roku 1542 přistála u břehů Japonska první evropská (portugalská) loď. Následně do země začali pronikat obchodníci a misionáři i z Nizozemska, Španělska či Anglie. Protože vzrůstaly obavy z vlivu evropských námořních mocností, přistoupil Šógunát Tokugawa k izolaci od okolního světa. Po více než 200 let proto Japonsko nepotřebovalo a ani neužívalo žádnou státní vlajku.
Ve druhé polovině 19. století vyvolaly obnovené kontakty se západem potřebu státní vlajky. 8. července 1853, při předávání poselství prezidenta USA americkým komodorem Matthewem Calbraithem Perrym šógunovi Tokugawu Iejošimu byla např. přítomna pouze vlajka USA, přičemž japonská vlajka chyběla. O novou vlajku, která byla přijata nařízením z 5. srpna 1854, se zasadila především skupina Japonců vedená knížetem Nariakirou. Schválená japonská námořní vlajka byla tvořena bílým listem s červeným slunečním kotoučem. Nařízeními č. 57 z 27. ledna a č. 651 z 3. října roku 1870 se vlajka stala i vlajkou státní. První nařízení bylo původně určeno pro obchodní vlajky a stanovilo poměr stran vlajky na 7:10. Stanovilo také průměr kotouče na 3/5 šířky vlajky a to, že je posunut o 1% k žerďovému okraji. Druhé nařízení bylo původně určené pro námořní vlajky. Stanovilo poměr stran na 2:3, průměr kotouče byl ponechán a kotouč byl umístěn do středu vlajkového listu. Až do roku 1999 nebylo přesně stanoveno, které nařízení platí.

Japonská vlajka (1870–1999) Poměr stran: 7:10

Vlajka Japonského císařského námořnictva v letech 1889–1945 byla stejná jako současná vlajka Japonských námořních sil sebeobrany, měla pouze odlišný odstín červené barvy.
Vlajka Japonské císařské armády měla na rozdíl od vlajky císařského námořnictva střed slunce uprostřed vlajky.

Vlajka Japonského císařského námořnictva (1889–1945) Poměr stran: 2:3
Vlajka Japonské císařské armády (1870–1945) Poměr stran: 2:3

Užívání japonské vlajky bylo v období od 2. září 1945 do 31. března 1952 přerušeno v důsledku porážky ve II. světové válce. Svou vlajku v tomto období nemohlo Japonsko užívat a jako obchodní vlajku místo toho užívalo na svých lodích modročervenou vlajku odvozenou z námořní vlajkové abecedy. Na rozdíl od písmene E však měla dva cípy.

Písmeno E v námořní vlajkové abecedě Poměr stran: 2:3

13. srpna 1999 bylo vydáno nařízení č. 127 o státní vlajce a hymně, které vyřešilo rozpory v rozměrech vlajky a potvrdilo druhé nařízení z roku 1870.

### Vlajka Rjúkjúského království
Od 15. století existovalo na souostroví Rjúkjú, skupině malých ostrovů které jsou v současnosti součástí Japonska, nezávislé Rjúkjúské království. V dubnu 1609 se stalo souostroví součástí Japonska, ale autonomie mu umožnila užívat svou vlajku. Tu tvořil list se čtyřmi vodorovnými pruhy: bílým, černým, červeným a černým v poměru přibližně 6:1:1:1. Uprostřed bílého pruhu byl kulatý černo-modrý znak rodu Šó (připomínající vír). Zobrazená vlajka má vír v opačném směru než ve zdroji.
Roku 1875 byla vlajka změněna podle vzoru japonské vlajky na bílý list s uprostřed umístěným tříbarevným znakem panovnického rodu. Znak symbolizoval tři ctnosti: krásu (modrá), lásku k bližnímu (červená) a něžnost (žlutá). Bílá barva symbolizovala pýchu na neposkvrněnost. 30. března 1879 byl poslední král Šo Tai přinucen odejít do vyhnanství a vlajkou se stala vlajka japonská.
Obě zobrazené vlajky se liší od vlajek ve zdroji, navíc byly zpochybněny.

Vlajka Rjúkjúského království (1609–1875) Poměr stran: 2:3, oproti zdroji je vír zobrazen obráceně
Vlajka Rjúkjúského království (1875–1879), mírně pootočený vír oproti zdroji Poměr stran: 2:3

V červnu 1945 byly ostrovy obsazeny Spojenými státy americkými a až do úplného vrácení Japonsku dne 15. května 1972 byly užívány jejich vlajky.
V období od června 1950 do 1. července 1967 užívaly ostrovy jako svou obchodní vlajku žlutomodrou vlajku odvozenou z námořní vlajkové abecedy. Na rozdíl od písmene D však měla dva cípy. Od 21. listopadu 1967 se jako obchodní vlajka začala užívat japonská vlajka, doplněná v horní části bílým plamenem s červeným japonským nápisem Rjúkjú (琉球) a s bílými, červeně lemovanými písmeny v latince RYUKYUS (není obrázek).

Vlajka Spojených států amerických na Rjúkjú, 48 hvězd (1945–1959) Poměr stran: 10:19
Vlajka Spojených států amerických na Rjúkjú, 49 hvězd (1959–1960) Poměr stran: 10:19
Vlajka Spojených států amerických na Rjúkjú, 50 hvězd (1960–1972) Poměr stran: 10:19
Písmeno D v námořní vlajkové abecedě Poměr stran: 2:3
Obchodní vlajka Rjúkjú (1950–1967) Poměr stran: ~3:4

### Vlajka Okinawy
Po obsazení Okinawských ostrovů americkou armádou v roce 1945 se ostrov Okinawa pokoušel vyhlásit na Japonsku nezávislý Stát Okinawa. 25. ledna 1950 okinawský guvernér Košin Šikija představil vlajku tohoto státu. Jednalo se o list s třemi vodorovnými pruhy: modrým, bílým a červeným. V horním rohu listu byla (v modrém pruhu) umístěna bílá pěticípá hvězda. USA nejdříve nezávislost Okinawy podporovala, ale 1. března 1950 tuto vlajku i samostatnost zamítly.

Návrh vlajky Státu Okinawa (1950) Poměr stran: 2:3

## Pokusy o zákaz vlajky

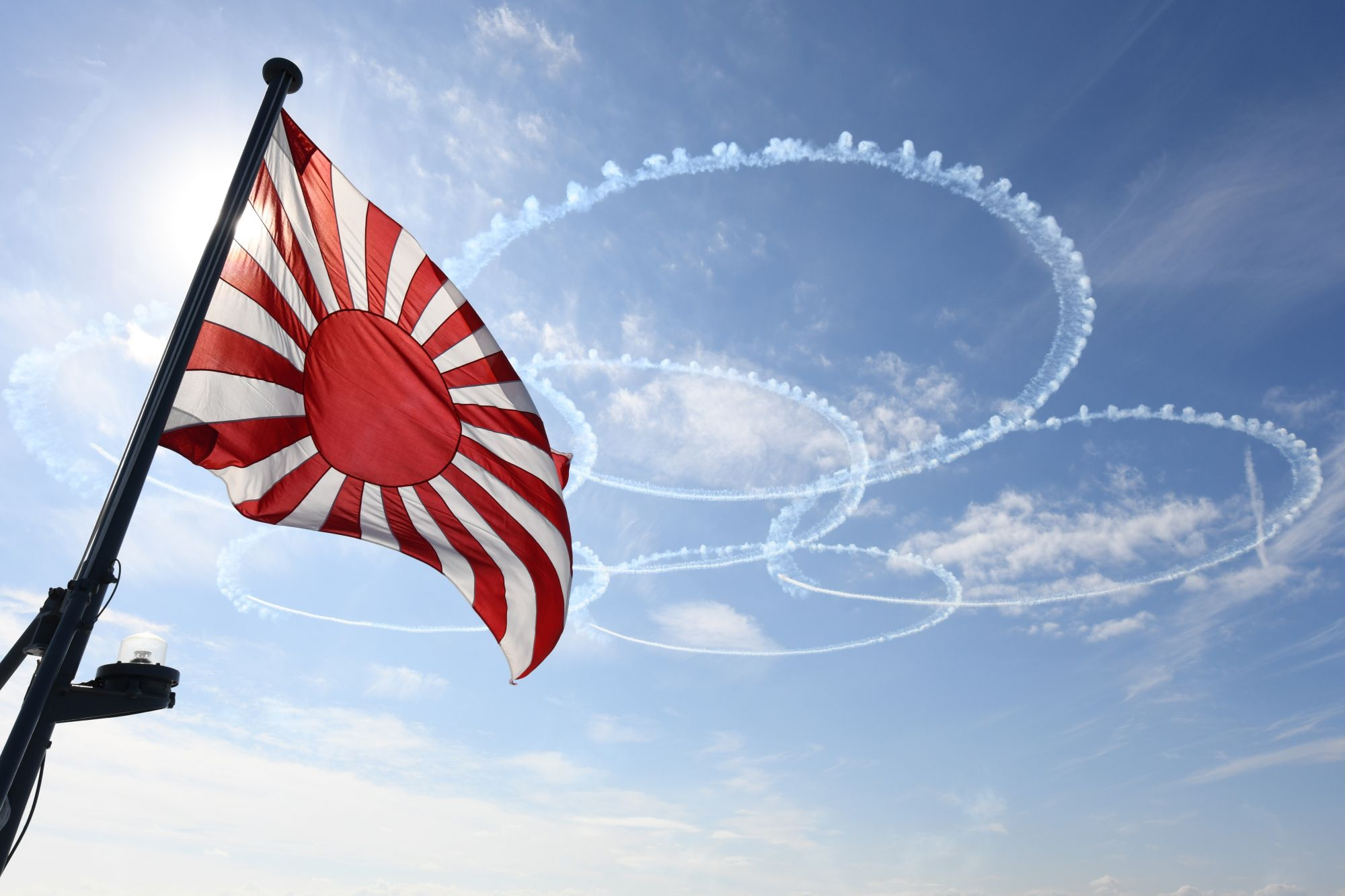
"Válečná" vlajka na stožáru

Existují snahy některých asijských států (angažuje se především Jižní Korea) zákázat používání vlajky s červeným sluncem a 16 paprsky. Vlajka je vnímána v některých zemích jako symbol japonského "imperialismu a militarismu" v první polovině 20. století a připomínka válečné minulosti Japonského císařství v tomto období. Vlajku již na reprezentačních zápasech zakázala fotbalová federace FIFA. Korea se obrátila na začátku září 2019 na Mezinárodní olympijský výbor kvůli zákazu této vlajky na olympijských hrách v Tokiu v roce 2020. Japonsko toto odmítá s tím, že vlajka nepředstavuje politický symbol a není zakázaná.

## Vlajky japonských prefektur

Japonské regiony a prefektury

Japonsko se administrativně člení na:
- 1 metropolitní město to (都) (Tokio)
- 1 správní okruh dó (道) (Hokkaidó)
- 2 městské prefektury fu (府) (Kjóto a Ósaka)
- 43 prefektur ken (県)

Všechny administrativní celky užívají vlastní vlajky:

Tokio (13) Poměr stran: 2:3
Hokkaidó (1) Poměr stran: 2:3
Kjóto (26) Poměr stran: 5:7
Ósaka (27) Poměr stran: 2:3

Aomori (2) Poměr stran: 7:10
Iwate (3) Poměr stran: 2:3
Mijagi (4) Poměr stran: 2:3
Akita (5) Poměr stran: 7:10
Jamagata (6) Poměr stran: 2:3
Fukušima (7) Poměr stran: 2:3
Ibaraki (8) Poměr stran: 2:3
Točigi (9) Poměr stran: 7:10
Gunma (10) Poměr stran: 2:3
Saitama (11) Poměr stran: 2:3
Čiba (12) Poměr stran: 2:3
Kanagawa (14) Poměr stran: 2:3
Niigata (15) Poměr stran: 2:3
Tojama (16) Poměr stran: 2:3
Išikawa (17) Poměr stran: 7:10
Fukui (18) Poměr stran: 2:3
Jamanaši (19) Poměr stran: 7:10
Nagano (20) Poměr stran: 2:3
Gifu (21) Poměr stran: 2:3
Aiči (22) Poměr stran: 7:10
Šizuoka (23) Poměr stran: 2:3
Mie (24) Poměr stran: 2:3
Šiga (25) Poměr stran: 2:3
Hjógo (28) Poměr stran: 7:10
Nara (29) Poměr stran: 2:3
Wakajama (30) Poměr stran: 2:3
Tottori (31) Poměr stran: 2:3
Šimane (32) Poměr stran: 2:3
Okajama (33) Poměr stran: 2:3
Hirošima (34) Poměr stran: 2:3
Jamaguči (35) Poměr stran: 2:3
Tokušima (36) Poměr stran: 7:10
Kagawa (37) Poměr stran: 2:3
Ehime (38) Poměr stran: 2:3
Kóči (39) Poměr stran: 2:3
Fukuoka (40) Poměr stran: 7:10
Saga (41) Poměr stran: 2:3
Nagasaki (42) Poměr stran: 2:3
Kumamoto (43) Poměr stran: 2:3
Óita (44) Poměr stran: 2:3
Mijazaki (45) Poměr stran: 5:7
Kagošima (46) Poměr stran: 2:3
Okinawa (47) Poměr stran: 2:3